# Heugas
 Heugas  (en occitano Heugars) es una población y comuna francesa, situada en la región de Aquitania, departamento de Landas, en el distrito de Dax y cantón de Dax-Sud.

## Demografía
| 880 | 876 | 929 | 1192 | 1280 | 1268 |
| Para los censos de 1962 a 1999 la población legal corresponde a la población sin duplicidades (Fuente: INSEE [Consultar]) |     |     |      |      |      |